# Los Andes (Metro de Huancayo)
Los Andes es la tercera estación actualmente en construcción del tramo urbano del Metro de Huancayo en Perú. La estación será construida en la provincia de Huancayo.
La estación es la tercera a nivel del tramo urbano, que se desarrolla en el interior de la ciudad de Huancayo.